# Katia Zini
Katia Zini (ur. 23 czerwca 1981 w Sondalo) – włoska łyżwiarka szybka, specjalizująca się w short tracku. Brązowa medalistka olimpijska z Turynu.
Zawody w 2006 były jej drugimi igrzyskami olimpijskimi, debiutowała w 2002 w Salt Lake City. W 2006 po medal sięgnęła w biegu sztafetowym. Włoską drużynę tworzyły także Arianna Fontana, Marta Capurso i Mara Zini (jej kuzynka). W tej samej konkurencji była brązową medalistką mistrzostw świata w 2004 i 2006. Na mistrzostwach Europy zdobyła m.in. trzy złote medale (2002, 2003, 2006) i trzy srebrne (2000, 2004 i 2007) w sztafecie. Indywidualnie była druga w wieloboju w 2000 oraz trzecia w 2006 i 2007.